# 天使の糧
「天使の糧」（てんしのかて、ラテン語: Panis angelicus）は、トマス・アクィナスが聖体の祝日のために書いた讃美歌『Sacris solemniis』の最後の2節。祝祭日の礼拝式として完結したものの一部で、他にはミサや聖務日課のための祈祷文なども含まれている。『天使のパン』という呼び名も一般的である。
『Sacris solemniis』中の「Panis angelicus」で始まる節以降は、しばしば讃美歌の残りの部分からは独立して音楽作品に用いられてきた。中でも最も有名なのがセザール・フランクが1860年の『3声のミサ曲』Op.12の一部として1872年に作曲した、テノール独唱とハープ、チェロ、オルガンのための楽曲である。
トマス・アクィナスが記した讃美歌の中で他に節が独立して音楽作品に用いられているのは『Verbum supernum prodiens』の「O salutaris Hostia」から始まる最後の2節、『Pange lingua gloriosi』の「Tantum ergo」から始まる最後の2節である。

## フランクの楽曲
『3声のミサ曲』は「サンクトゥス」と「神の子羊」の間に「天使の糧」が挿入された6曲から構成されるミサ曲となっている。ポコ・レント、イ長調、4/4拍子に開始し、器楽のみの12小節の前奏に続いて讃美歌が歌い始められる。フランクは「Panis angelicus」の節のみを用いており、これが2回繰り返される構成となっている。演奏時間は約3分半。

## 原詩
| Panis angelicus fit panis hominum; Dat panis cœlicus figuris terminum: O res mirabilis! Manducat Dominum Pauper, servus et humilis. Te trina Deitas unaque poscimus: Sic nos tu visita, sicut te colimus; Per tuas semitas duc nos quo tendimus, Ad lucem quam inhabitas.— Amen. |